# L'Assunzione della Beata Vergine

L'Assunzione della Beatissima Vergine Maria, résumé sous le titre L'Assunzione della Beata Vergine se traduit en français comme L'Assomption de la Vierge Marie, est un oratorio composé par Alessandro Scarlatti, le maître baroque napolitain. Il traite d'un sujet jamais traité de la sorte sous l'ère baroque : les circonstances de la montée aux Cieux de la Sainte Vierge.

## Présentation

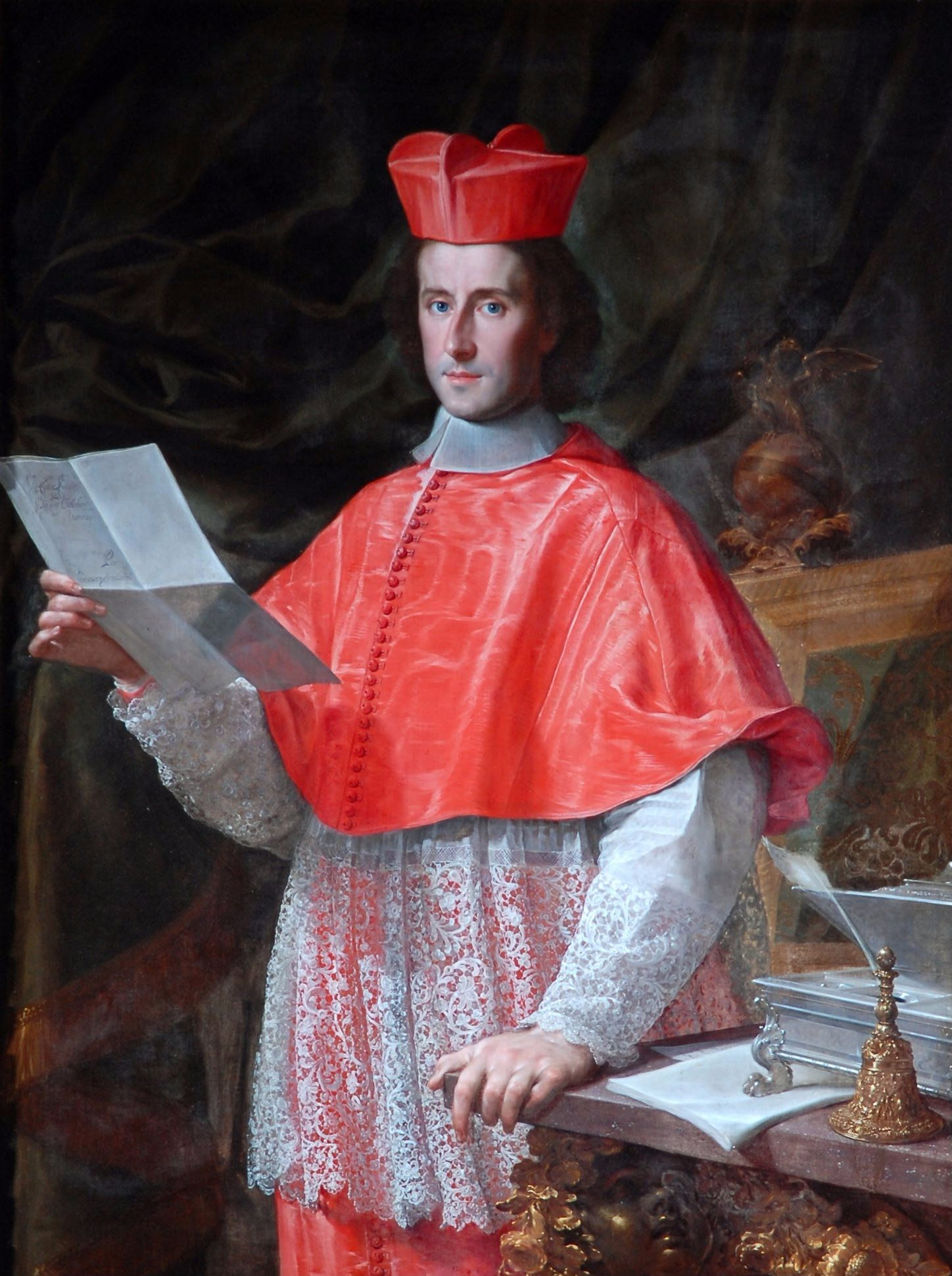
Le cardinal Pietro Ottoboni (1667–1740), librettiste de Scarlatti.

Sa première exécution remonte au 1er avril 1703 à Rome.
Son livret, en langue italienne, fut écrit par le cardinal Ottoboni, sommité religieuse de l’époque qui a travaillé à maintes reprises avec Alessandro Scarlatti. Celui-ci y retrace les derniers mots de Marie avec un personnage qui représenterait à la fois le Père et le Fils. Leurs échanges s’intensifient tout au long de l’ouvrage, jusqu’à une apothéose extatique où Marie se retrouve enfin face à Dieu. Leur dialogue est ponctué par l’intervention de deux autres entités : l’Amour et l’Éternité, qui revêtent les aspects du Saint-Esprit, et complètent ainsi une dimension trinitaire qui émane de cet oratorio. 
Celui-ci regorge de nombreux airs plus beaux les uns que les autres (19 au total !), en solo ou en duos, ainsi que de merveilleux passages instrumentaux. 
Cet oratorio est le dernier d'Alessandro Scarlatti à avoir été retranscrit et enregistré par Matthieu Peyrègne à la tête de l'Ensemble Baroque de Monaco. Cet enregistrement sorti en 2019 fut salué par la critique en obtenant, entre autres récompenses, 5 Diapasons du magazine français spécialisé Diapason.

## Discographie
- L'Assunzione della Beata Vergine (oratorio per l'assunzione della Beatissima Vergine) - Aurora Pena (Sposa), Béatrice Gobin (Sposo), Mélodie Ruvio (L'Amore), Matthieu Peyrègne (L'Eternità), Ensemble Baroque de Monaco, dir. Matthieu Peyrègne, (18 janvier 2019, Paraty)[2] 5 Diapasons.